# Championnat du monde masculin de basket-ball 1974
Navigation
1970 - Yougoslavie 1978 - Philippines
Le Championnat du monde masculin de basket-ball 1974 s'est déroulé à Porto Rico du 3 au 14 juillet 1974.

## Podium final
| Médaille                  | Pays        |
| ------------------------- | ----------- |
| Médaille d'or, monde      | URSS        |
| Médaille d'argent, monde  | Yougoslavie |
| Médaille de bronze, monde | États-Unis  |

## Compétition
Les deux premiers de chaque groupe sont qualifiés pour le tour final. Lors de celui-ci, chaque équipe affronte les sept autres du groupe, auquel se sont ajoutées Porto Rico, qualifié d'office pour ce tour final en tant que pays organisateur et la Yougoslavie en tant que tenant du titre.
Le classement final s'établit en fonction du classement du tour final et du tournoi de classement.

## Équipes participantes et groupes
| Groupe A Brésil République centrafricaine Mexique URSS | Groupe B Argentine Philippines Espagne États-Unis | Groupe C Australie Canada Cuba Tchécoslovaquie | Qualifiés pour le tour final Porto Rico Yougoslavie |

## Premier tour[1]

### Groupe A
| Rang | Pays                      | Pts | V | D |
| ---- | ------------------------- | --- | - | - |
| 1    | URSS                      | 6   | 3 | 0 |
| 2    | Brésil                    | 5   | 2 | 1 |
| 3    | Mexique                   | 4   | 1 | 2 |
| 4    | République centrafricaine | 3   | 0 | 3 |

### Groupe B
| Rang | Pays        | Pts | V | D |
| ---- | ----------- | --- | - | - |
| 1    | États-Unis  | 6   | 3 | 0 |
| 2    | Espagne     | 5   | 2 | 1 |
| 3    | Argentine   | 4   | 1 | 2 |
| 4    | Philippines | 3   | 0 | 3 |

### Groupe C
| Rang | Pays            | Pts | V | D |
| ---- | --------------- | --- | - | - |
| 1    | Cuba            | 6   | 3 | 0 |
| 2    | Canada          | 5   | 2 | 1 |
| 3    | Tchécoslovaquie | 4   | 1 | 2 |
| 4    | Australie       | 3   | 0 | 3 |

## Tournoi de classement
| Rang | Pays                      | Pts | V | D |
| ---- | ------------------------- | --- | - | - |
| 1    | Mexique                   | 10  | 5 | 0 |
| 2    | Tchécoslovaquie           | 9   | 4 | 1 |
| 3    | Argentine                 | 7   | 2 | 3 |
| 4    | Australie                 | 7   | 2 | 3 |
| 5    | Philippines               | 6   | 1 | 4 |
| 6    | République centrafricaine | 6   | 1 | 4 |

## Tour final
| Rang | Pays        | Pts | V | D |
| ---- | ----------- | --- | - | - |
| 1    | URSS        | 13  | 6 | 1 |
| 2    | Yougoslavie | 13  | 6 | 1 |
| 3    | États-Unis  | 13  | 6 | 1 |
| 4    | Cuba        | 10  | 3 | 4 |
| 5    | Espagne     | 9   | 2 | 5 |
| 6    | Brésil      | 9   | 2 | 5 |
| 7    | Porto Rico  | 9   | 2 | 5 |
| 8    | Canada      | 8   | 1 | 6 |

## Classement final[2]
| Rang | Équipe                    |
| ---- | ------------------------- |
| 1    | URSS                      |
| 2    | Yougoslavie               |
| 3    | États-Unis                |
| 4    | Cuba                      |
| 5    | Espagne                   |
| 6    | Brésil                    |
| 7    | Porto Rico                |
| 8    | Canada                    |
| 9    | Mexique                   |
| 10   | Tchécoslovaquie           |
| 11   | Argentine                 |
| 12   | Australie                 |
| 13   | Philippines               |
| 14   | République centrafricaine |

## 5 Majeur du tournoi
- Alexander Belov (URSS)
- Vinko Jelovac (Yougoslavie)
- Wayne Brabender (Espagne)
- Alejandro Urgelles (Cuba)
- Alexander Salnikov (URSS)